# Liga Nacional de Fútbol de Fiyi 2019
La Liga Nacional de Fútbol de Fiyi 2019 fue la edición número 43 de la Liga Nacional de Fútbol de Fiyi. La temporada comenzó el 19 de enero y culminó el 14 de septiembre. El Ba FC se consagró campeón de la temporada llevando así la 21.ª liga de la historia.

## Formato
Los ocho equipos participantes jugarán entre sí todos contra todos, totalizando el 14 partidos cada equipo; al término los primeros dos se clasificarán a la Liga de Campeones de la OFC 2020, mientras que el último de la clasificación descenderá a la Segunda División de Fiyi 2020.

## Equipos participantes
| Pos.   | Equipo     | Ciudad  | Estadio             | Capacidad |
| ------ | ---------- | ------- | ------------------- | --------- |
| 1      | Lautoka FC | Lautoka | Churchill Park      | 18000     |
| 2      | Ba FC      | Ba      | Govind Park         | 13500     |
| 3      | Nadi FC    | Nadi    | Prince Charles Park | 18000     |
| 4      | Suva FC    | Suva    | National Stadium    | 10000     |
| 5      | Labasa FC  | Labasa  | Subrail Park        | 10000     |
| 6      | Rewa FC    | Rewa    | Ratu Cakobau Park   | 12000     |
| 7      | Tavua FC   | Tavua   | Garvey Park         | 1000      |
| 1 (SD) | Nasinu FC  | Nasinu  | Nasinu Park         | 1000      |

### Ascensos y descensos
| Pos. | Ascendido de la Segunda División 2018 |
| ---- | ------------------------------------- |
| 1    | Nasinu FC                             |

| Pos. | Descendido de la Liga Nacional 2018 |
| ---- | ----------------------------------- |
| 8    | Dreketi FC                          |

## Tabla de posiciones
Actualizado el 16 de septiembre de 2019.
| Pos. | Equipo     | PJ | PG | PE | PP | GF | GC | DG  | Pts. | Clasificado a                    |
| ---- | ---------- | -- | -- | -- | -- | -- | -- | --- | ---- | -------------------------------- |
| 1    | Ba FC (C)  | 14 | 11 | 3  | 0  | 29 | 5  | +24 | 36   | Campeón y Liga de Campeones 2020 |
| 2    | Lautoka FC | 14 | 9  | 1  | 4  | 34 | 19 | +15 | 28   | Liga de Campeones 2020           |
| 3    | Suva FC    | 14 | 7  | 2  | 5  | 22 | 17 | +5  | 23   |                                  |
| 4    | Labasa FC  | 14 | 6  | 4  | 4  | 18 | 19 | -1  | 22   |                                  |
| 5    | Nadi FC    | 14 | 5  | 0  | 9  | 25 | 27 | -2  | 15   |                                  |
| 6    | Nasinu FC  | 14 | 4  | 1  | 9  | 20 | 22 | -2  | 13   |                                  |
| 7    | Rewa FC    | 14 | 3  | 3  | 8  | 9  | 25 | -16 | 12   |                                  |
| 8    | Tavua FC   | 14 | 4  | 0  | 10 | 9  | 32 | -23 | 12   | Segunda División de Fiyi 2020    |